# 6567 Сіґемаса
6567 Сіґемаса (6567 Shigemasa) — астероїд головного поясу, відкритий 16 листопада 1992 року.
Тіссеранів параметр щодо Юпітера — 3,584.
Названо на честь Сіґемаси (яп. しげまさ(重雅) сіґемаса).